# DeporTV (México)

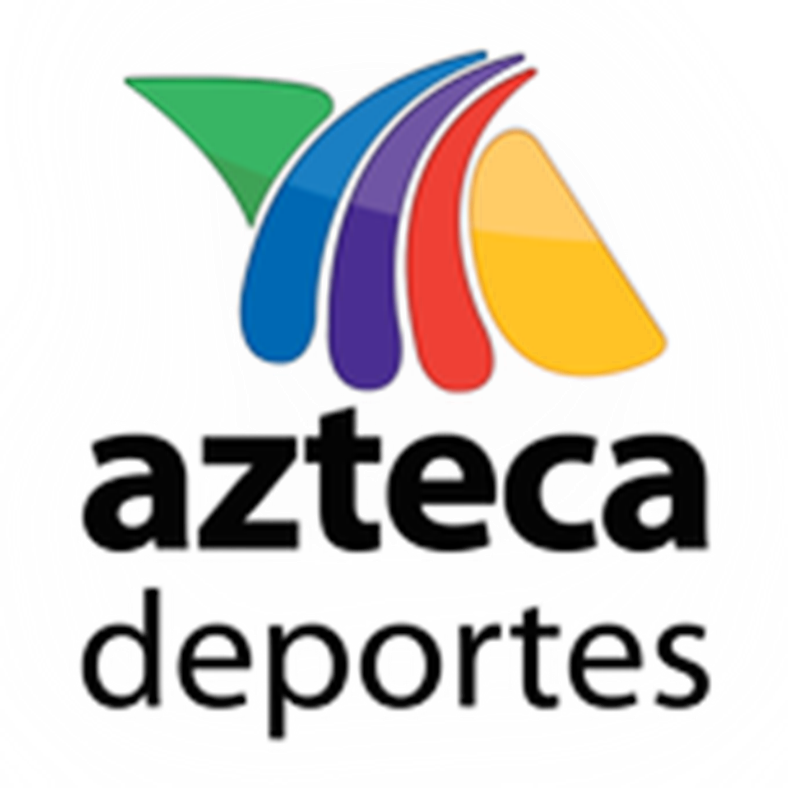

DeporTV fue un programa semanal de noticias deportivas producido por TV Azteca. También existió una versión para Estados Unidos llamada DeporTV América para Azteca América.

## Historia
El programa daba un repaso de lo más destacado del fútbol y de otros deportes, fue uno de los programas más añejos de la televisión deportiva mexicana. 
Fue conducido desde enero de 1974 hasta septiembre de 2006 por José Ramón Fernández. De 2006 a 2009 fue conducido por André Marín. De 2009 hasta 2019 fue conducido por Luis García Postigo, Christian Martinoli y Antonio Rosique. En su regreso en 2022, el programa fue conducido por Inés Sainz Gallo, Christian Martinoli, Luis García Postigo y Antonio Rosique, Con apariciones de Luis Roberto Alves (conocido como "Zague") y Jorge Campos.

## Evolución del programa
Inició en 1974, los fundadores del programa fueron José Ramón Fernández y el productor Luis de Llano Palmer para el canal gubernamental: XHDF Canal 13, de Corporación Mexicana de Radio y Televisión, que posteriormente se transformaría en Imevisión y actualmente TV Azteca.
El primer equipo de comentaristas del programa estuvo conformado, además del conductor titular, José Ramón Fernández, quien presentaba el programa con la frase «Esto es, ¡Depoooooor TV!», Raúl Orvañanos, Alejandro Lara Licea, Rogelio Hernández Huerta, Alberto Fabris del Toro, Armando Sanz y Constancio Córdoba. Posteriormente, en diferentes etapas, formaron parte del programa varios comentaristas entre los que destacan Carlos Albert Llorente, Ángel Díaz de León, Francisco Javier González Chávez, Rafael Puente, Ángel García Toraño, Roberto Gómez-Junco, José Roberto Espinoza, Emilio Fernando Alonso, André Marín, Antonio Rosique, Bonifacio Núñez, Nelson Amparán, Luis Omar Tapia y Luis García Postigo entre otros.
El conductor titular José Ramón Fernández, sale del programa en septiembre de 2006, debido, según TV Azteca, a una enfermedad gástrica que sufrió durante el Mundial de Alemania 2006 y según el presentador, a que varios de sus colegas lo traicionaron. A pesar de continuar laborando para TV Azteca hasta su salida definitiva e ingreso a ESPN en noviembre de 2007, Fernández no volvió a conducir el programa.
Después de transmitirse 41 años por Azteca Trece, a partir del 17 de mayo de 2015, el programa se transmitió por Azteca 7 y posteriormente fue reemplazado en 2016 por Los protagonistas con los mismos conductores principales. En agosto de 2016 el programa volvió a Azteca Trece.
El 12 de noviembre de 2017, el programa tendrá otra trasformación, cambiando su nombre a Cambio de juego en DeporTV, por lo que el programa será conducido únicamente por Christian Martinoli, Luis García Postigo y Tania Rincón.
El 11 de febrero de 2018, el programa como tal desaparece, y es transformado en un segmento dentro del programa Mercado Azteca, donde participaron Daniel Bisogno y Betty Monroe.
El 14 de junio, el programa retorna como tal, pero solamente para llevar la cobertura de la Copa Mundial de Fútbol de 2018, al siguiente año, retorna solamente para la cobertura de la Copa América y Copa Oro.
El 20 de noviembre de 2022, el programa volvió temporalmente para la Copa Mundial de Fútbol de 2022, en un horario fijo de las 3:00 p.m. transmitido por Azteca 7 los días que había un juego de dicho torneo, a su vez, había un programa especial de manera espontánea antes de iniciar un encuentro matutino, regularmente en un horario de las 6:00 a.m. El último programa fue después de la final del Mundial, donde se hizo una recapitulación de todo lo sucedido en el torneo.
En 2025 se anuncia su regreso, esta ocasión para el canal TV Azteca Deportes Network.